# Fotbollsclub Trollhättan
O Fotbollsclub Trollhättan, ou simplesmente FC Trollhättan, é um clube de futebol da Suécia fundado em 16 de outubro de 2001. Sua sede fica localizada em Trollhättan.